# Badepigrus pupoides
Badepigrus pupoides is een slakkensoort uit de familie van de Anabathridae. De wetenschappelijke naam van de soort is voor het eerst geldig gepubliceerd in 1865 door H. Adams.